# Donja Trnava (okręg toplicki)
Donja Trnava (cyr. Доња Трнава) – wieś w Serbii, w okręgu toplickim, w mieście Prokuplje. W 2011 roku liczyła 1383 mieszkańców.